# 闊歩
| ウィキペディアには「闊歩」という見出しの百科事典記事はありません（タイトルに「闊歩」を含むページの一覧/「闊歩」で始まるページの一覧）。 代わりにウィクショナリーのページ「闊歩」が役に立つかもしれません。 |